# Comarca Suroeste (Gran Canaria)
Die Comarca Suroeste ist eine der zwölf Comarcas in der Provinz Las Palmas.
Die im Südwesten der Insel Gran Canaria gelegene Comarca umfasst zwei Gemeinden auf einer Fläche von 505,57 km².

## Gemeinden
| Gemeinde                        | Einwohner (2024) | Fläche km² | Dichte Einw./km² | Cod INE | Postleitzahl                                                        |
| ------------------------------- | ---------------- | ---------- | ---------------- | ------- | ------------------------------------------------------------------- |
| Mogán                           | 21.175           | 172,44     | 123              | 35012   | 35120, 35130, 35138–35140, 35149                                    |
| San Bartolomé de Tirajana       | 54.116           | 333,13     | 162              | 35019   | 35100, 35106–35109, 35119, 35120, 35128, 35280, 35290, 35299, 35369 |
| Comarca Suroeste (Gran Canaria) |                  | 505,57     | 0                | –       | –                                                                   |

## Nachweise
1. ↑  Instituto Nacional de Estadística Municipal Register of Spain
2. ↑  Regionen und Großregionen der Kanarischen Inseln, territoriale Abgrenzungen für statistische Zwecke